# IJzeren kast

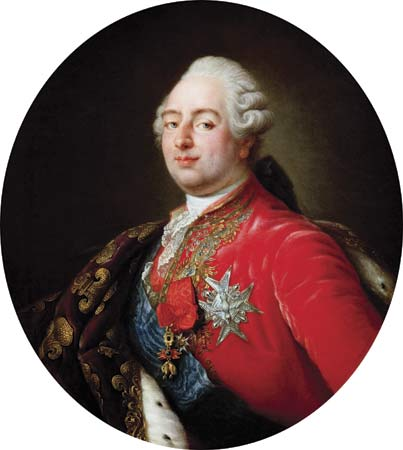
Lodewijk XVI

De ijzeren kast was de naam die gegeven werd aan een ruimte uitgespaard in een muur van het Tuilerieënpaleis, die door Lodewijk XVI gebruikt werd als brandkast voor het opbergen van documenten die hij geheim wilde houden. De ruimte zat verscholen achter een lambrisering die weggedraaid kon worden. Het bestaan van de ijzeren kast kwam aan het licht toen de slotenmaker François Gamain die ze gebouwd had, in november 1792 de toenmalige minister van Binnenlandse Zaken, Roland, op de hoogte bracht van zijn werk. Hij kreeg voor zijn bekentenis als beloning een pensioen van 12.000 pond toegewezen.

## Gevolgen van de ontdekking
De kast was bedoeld om de briefwisseling van Lodewijk XVI met onder andere, zijn ministers, bankiers, raadgevers en leidende figuren van de Franse Revolutie verborgen te houden. Uit de bekendmaking van de documenten, die als gevolg van een decreet van de Nationale Conventie in december 1792 en januari 1793 gepubliceerd werden, bleek dat Lodewijk XVI een groot aantal figuren uit de politieke wereld omgekocht had. Zo werd onder andere het dubbelspel van Mirabeau duidelijk. Als gevolg hiervan werd het stoffelijk overschot van deze laatste verwijderd uit het Pantheon.